# Saya no Uta
Saya no Uta (яп. 沙耶の唄, яп. Песнь Саи) — визуальная новелла производства Nitroplus в жанре ужасов и мистики с эротическими сценами. По её мотивам выпускается англоязычный комикс Song of Saya. Первый выпуск был представлен IDW Publishing в феврале 2010.

## Особенности игры
Геймплей характерен для жанра визуальной новеллы. Редкостью является озвучивание главного персонажа. Имеются элементы компьютерной графики. В начале игроку предоставляется опция размывания и затемнения шокирующих изображений, позволяя снизить акцент на сценах жестокости и насилия. Имеется цензура во время показа изображений сексуального характера.

## Сюжет
Протагонистом произведения является молодой студент-медик Сакисака Фуминори. После аварии, в которой его родители погибают, а их тела оказываются до неузнаваемости изувеченными, он находится в больнице. Физически он полностью поправился благодаря экспериментальному лечению, но мозг молодого человека претерпел неисправимые изменения: он видит окружающий мир в виде гор мяса, а людей — в виде омерзительных монстров. Он смог найти в себе силы не потерять самообладание и не выдать своё состояние навещавшим друзьям и медперсоналу, в частности, наблюдающему его психиатру Тамбо Рёко. Он это объясняет неверием в помощь и нежеланием остаться запертым в психиатрической клинике. В палате его вновь посещают мысли о суициде, от которого он воздержался поначалу только из-за того, что зрение вернулось к нему не сразу, а после остальных чувств, и он успел освоиться в новом окружении.
Однажды над его койкой неожиданно склоняется лицо, которое он счёл прекрасным. Оно принадлежит Сае. Та развлекается, пугая пациентов с психическими отклонениями, проживая тайком в клинике и разыскивая информацию о человеке, которого называет своим отцом, профессоре Масахико Огай. Фуминори становится другом Саи, обещая помочь с поисками, а в день выписки предлагает поселиться с ним в пустующем родительском доме. Вернувшись домой, герой обнаруживает там Саю. Вскоре они становятся любовниками.
Спустя три месяца, когда, по мнению его друзей, молодой пары Кодзи и Оми, а также Ё, претендовавшей до аварии на место его девушки, он уже должен был оправиться от пережитого, происходит разговор в кафе, который герой прерывает, не в силах терпеть общество монстров. Друзья, приглашавшие Фуминори на курорт, озадачены его поведением и находят его сильно изменившимся. Через некоторое время Ё, отчаявшаяся привлечь внимание любимого человека, вызывает его на откровенность. До аварии она успела признаться герою в любви, но не получила тогда ответа. Фуминори срывается и грубит, оставляя бывшую девушку в слезах. Кодзи и Оми наблюдают сцену из укрытия, после чего Оми отправляется поговорить всерьёз с Фуминори, а Кодзи — утешать Ё.
Дома у Фуминори бывшая подруга находит свидетельства его безумия: дом запущен, повсюду витает трупный запах, спальня перекрашена в пёстрые цвета крови, мяса и жира. Сая убивает Оми. Фуминори застаёт её поедающей труп девушки, однако, поскольку видит предметы в вывернутом наизнанку свете, не понимает увиденного и присоединяется к трапезе.
Сая пытается помочь возлюбленному, для чего приносит из клиники и изучает его историю болезни. Фуминори отправляется в дом профессора Огая, где встречается со следившим за ним Кодзи и обнаруживает ванну с костями животных. Кодзи и Ё разговаривают с доктором Рёко, сообщая о пропаже Оми, но доктор не хочет раскрывать правду об Огае сразу, желая провести своё расследование. В отсутствие Фуминори Сая проводит эксперимент: пробирается в соседский дом и изменяет мозг Судзуми Ёсуке по образу патологии Фуминори. Отец семейства шокирован видом мира наизнанку и в состоянии аффекта убивает своих дочь и жену, которых видит как монстров. Саю он, как и Фуминори, также видит в образе прекрасной девочки, но относится к ней иначе и насилует. За этим занятием его застаёт возвратившийся домой Фуминори и убивает, после чего утешает Саю. Фуминори желает признаться ей в любви, но Сая перебивает, объясняет свой эксперимент и говорит, что способна его излечить. Согласиться или оставить всё как есть, должен решить игрок.

### Варианты развития сюжета
- Ветвь 1

Если игрок делает выбор в пользу выздоровления, Фуминори приходит в себя в привычном мире, каким он был до аварии. Саи нигде нет. Она приходит к нему только спустя некоторое время в психиатрическую клинику, куда его помещают, приписав убийства Оми и соседей. Разговор идёт через вентиляционную решётку. Сая не показывается и не говорит, используя для ответов мобильный телефон, который периодически просовывает через прутья. Она не желает показываться в образе монстра, а хочет остаться той Саей, которую он запомнил. Фуминори признаётся ей в любви и интересуется планами на будущее. Та говорит, что займётся поисками отца в надежде, что тот отправит её туда, откуда она пришла. Возлюбленные расстаются.
- Ветвь 2

Если игрок делает выбор оставить всё как есть, Фуминори и Сая продолжают жить вместе. Фуминори признаётся в любви. Они оставляют трупы соседей и Оми в качестве еды. Фуминори едет с Кодзи в загородный дом профессора Огая, после чего сбрасывает друга в колодец и оставляет. Перед этим Кодзи успевает сообщить по телефону своё местоположение доктору Рёко. Та находит его и забирается в колодец по верёвке. В это время с помощью телефона Оми Сая заманивает Ё и из ревности видоизменяет её тело в тело монстра, подобное своему.
Каменная кладка в колодце скрывает потайной ход в подземную лабораторию Огая. Рёко, вооружённая обрезом охотничьего ружья, исследует её вместе с Кодзи, сообщая ему о вероятной гибели Ё. В помещении находится медицинское оборудование вперемешку с оккультными книгами и вещами, а также иссохший труп самого застрелившегося профессора. Кодзи теряет сознание от увиденного и приходит в себя только наверху.
Сая преподносит в подарок Фуминори видоизменённую Ё, которая утратила рассудок, но выглядит для него теперь красивой, в качестве сексуальной игрушки. Возлюбленные вместе с Ё переезжают жить в заброшенный санаторий.
Рёко изучает зашифрованные записи Огая. Получив от неё револьвер профессора, Кодзи едет в дом Фуминори и находит там холодильник с человеческими органами. То, кому он после этого позвонит, должен решить игрок.
- Ветвь 2.1

Если Кодзи звонит Рёко, та назначает встречу в кафе, где сговаривается с ним убить бывшего друга и Саю. Кодзи договаривается с Фуминори о встрече в заброшенном санатории. Придя, он убивает Ё, не узнав в обличье монстра, и вступает в схватку с Фуминори. Ему на помощь приходит Сая, но в неё стреляет из обреза Рёко и даёт Кодзи термос с жидким азотом, из которого тот поливает Саю. Фуминори нападает с топором на Рёко, та нажимает на курок, но происходит осечка. Кодзи не успевает прийти на помощь, примёрзнув к политому азотом полу. Получив смертельный удар топором, Рёко успевает заменить патрон и выстрелить в Саю. Видя умирающую возлюбленную, Фуминори убивает себя топором. Из последних сил Сая подползает к нему, гладит и умирает.
Кодзи остаётся в живых, но его рассудок пошатнулся от пережитого: он держит при себе оружие для самоубийства, галлюцинирует и мучается ночными кошмарами.
- Ветвь 2.2

Если Кодзи позвонит Фуминори с требованием вернуть Ё, тот хитростью определит, что звонок исходит из брошенного дома и осознаёт себя раскрытым. В одиночку Кодзи не удастся победить, и его убивает Сая. Однако, она также умирает на руках у Фуминори, пожелав дать начало изменению всего мира и мутации людей в особей своего вида. В горах Рёко до конца расшифровывает записи Огая, встречает закат человеческой цивилизации и сама видоизменяется.

### Характеристика концовок
|           | Раскрытие сюжета                                                                       | Любовная линия                                                                                        |
| Ветвь 1   | Неполное (история происхождения Саи остаётся нераскрытой)                              | Завершена (у Фуминори не хватает смелости пожертвовать привычным миром ради Саи)                      |
| Ветвь 2.1 | Фрагментарное (Рёко не успевает до конца расшифровать дневник Огая)                    | Завершена (возлюбленные погибают)                                                                     |
| Ветвь 2.2 | Исчерпывающее (Рёко расшифровывает дневник Огая и встречает подтверждение написанному) | Завершена (Сая активизирует заложенную функцию её вида, аналогичную функции продолжения рода у людей) |

### Конец игры
При полном прохождении новеллы, в главном меню появляется бонус со ссылкой на скрытую страницу игры на сайте разработчиков.

## Выход игры за пределами Японии и переводы
В 2013 году игра вышла в цифровом и материальном изданиях от JAST USA с собственным переводом на английский язык.

## Отсылки к творчеству
- В визуальной новелле имеются отсылки к творчеству Говарда Лавкрафта[2] и Кодзи Судзуки.
- Сюжетная линия отсылается к шестой главе манги Осаму Тэдзуки «Hi no Tori».

## Саундтрек
1. «Schizophrenia» («Шизофрения»)
2. «Sabbath» («Отдохновение»)
3. «Seek» («Поиск»)
4. «Spooky Scape» («Страшный побег»)
5. «Song of Saya I» («Песнь Саи I»)
6. «Song of Saya II» («Песнь Саи II»)
7. «Sin» («Грех»)
8. «Sunset» («Закат»)
9. «Shapeshift» («Мутация»)
10. «Scare Shadow» («Страшная тень»)
11. «Scream» («Крик»)
12. «Savage» («Ярость»)
13. «Silent Sorrow» («Тихая печаль»)
14. "Song of Saya" (яп. 沙耶の唄 Сая но ута) («Песнь Саи»), исполняет Канако Ито
15. "Shoes of Glass" (яп. ガラスのくつ Гарасу но куцу) («Хрустальные туфельки»), исполняет Канако Ито